# Nati nel 1954/Maggio
| Questa pagina contiene informazioni ricavate automaticamente dalle voci biografiche con l'ausilio del template Bio e di un bot. L'aggiornamento è periodico e automatico e ricostruisce completamente la pagina. Se manca una persona in questa lista, sei pregato di non aggiungerla, ma accertati piuttosto che la sua voce biografica contenga il template Bio e che i dati anagrafici siano correttamente compilati. Se il template Bio manca, inseriscilo tu stesso o, in alternativa, metti l'avviso {{tmp\|Bio}} che ne segnala la mancanza. Se i dati riportati sono sbagliati, correggi direttamente la voce biografica; le modifiche saranno visibili in questa lista entro pochi giorni. Per chiarimenti vedi il progetto biografie. La lista contiene solo le 253 persone che sono citate nell'enciclopedia e per le quali è stato implementato correttamente il template Bio. Pagina aggiornata al 18 ago 2025. |

- 1º maggio - Giorgio Ajazzone, dirigente sportivo italiano († 2025)
- 1º maggio - Ron Davis, ex cestista statunitense
- 1º maggio - Alfonso Di Guida, ex velocista italiano
- 1º maggio - Thomas Gerard Gallagher, politologo britannico
- 1º maggio - Giuseppe Gibilisco, ex pugile italiano
- 1º maggio - Bernd Jäkel, ex velista tedesco
- 1º maggio - Ray Parker Jr., chitarrista, cantante e compositore statunitense
- 1º maggio - Silvio Testi, produttore televisivo, produttore teatrale e paroliere italiano
- 2 maggio - Juan Carlos Álvarez, allenatore di calcio e ex calciatore spagnolo
- 2 maggio - Angela Bofill, cantante statunitense († 2024)
- 2 maggio - Elliot Goldenthal, compositore statunitense
- 2 maggio - Italo Reale, politico italiano
- 2 maggio - Bianca Rossi, ex cestista italiana
- 3 maggio - César Brie, attore teatrale, regista teatrale e drammaturgo argentino
- 3 maggio - Stefano Calcagni, ex calciatore italiano
- 3 maggio - Michele Girardi, musicologo italiano († 2025)
- 3 maggio - Mahmadruzi Iskandarov, politico tagiko
- 3 maggio - Vera Slepoj, psicologa e scrittrice italiana († 2024)
- 4 maggio - Mahmoud Alavi, politico iraniano
- 4 maggio - Doug Jones, politico e avvocato statunitense
- 4 maggio - Marilyn Martin, cantautrice statunitense
- 4 maggio - Sergio Olivieri, politico italiano
- 4 maggio - Liz Robertson, attrice e cantante britannica
- 4 maggio - Valentina Sidorova, schermitrice sovietica († 2021)
- 4 maggio - Pia Zadora, attrice e cantante statunitense
- 4 maggio - Hans van Zeeland, ex pallanuotista olandese
- 5 maggio - Judith Beck, psicologa statunitense
- 5 maggio - Chahla Beski-Chafiq, scrittrice e sociologa iraniana
- 5 maggio - Yvon Briant, politico francese († 1992)
- 5 maggio - Melvin Jackson, ex giocatore di football americano statunitense
- 6 maggio - Tom Abernethy, ex cestista statunitense
- 6 maggio - Inge Bratteteig, ex calciatore norvegese
- 6 maggio - Marie-Aude Murail, scrittrice francese
- 6 maggio - Ntora Mpakogiannī, politica greca
- 6 maggio - Giovanni Rezza, medico e epidemiologo italiano
- 7 maggio - Julie Budd, cantante e attrice statunitense
- 7 maggio - Philippe Geluck, fumettista belga
- 7 maggio - Valentina Greco, cantante italiana
- 7 maggio - César Efrain Gutiérrez, ex calciatore honduregno
- 7 maggio - Jean-Louis Haillet, ex tennista francese
- 7 maggio - Amy Heckerling, regista e sceneggiatrice statunitense
- 7 maggio - Chiara Lossani, scrittrice italiana
- 7 maggio - Candice Miller, politica statunitense
- 7 maggio - Elaine Shemilt, artista scozzese
- 8 maggio - Roberto Chiancone, allenatore di calcio e ex calciatore italiano
- 8 maggio - Stephen Furst, attore e regista statunitense († 2017)
- 8 maggio - John Hawley, ex calciatore inglese
- 8 maggio - David Keith, attore e regista statunitense
- 8 maggio - Werner Margreiter, dirigente sportivo, allenatore di sci alpino e ex sciatore alpino austriaco
- 8 maggio - Alfio Peraboni, velista italiano († 2011)
- 8 maggio - John Michael Talbot, religioso, compositore e chitarrista statunitense
- 8 maggio - Gary Wilmot, attore e conduttore televisivo britannico
- 9 maggio - Kevin Bowring, rugbista a 15, allenatore di rugby a 15 e dirigente sportivo gallese († 2024)
- 9 maggio - Francesco Butteri, ex bobbista italiano
- 9 maggio - Domenico Caso, ex calciatore, allenatore di calcio e dirigente sportivo italiano
- 9 maggio - Roberto Guerzoni, politico italiano
- 9 maggio - Balázs Taróczy, ex tennista ungherese
- 10 maggio - Robin Croker, ex pistard britannico
- 10 maggio - Pier Luigi Giani, ex calciatore italiano
- 10 maggio - Salvatore Giuliano, mafioso e collaboratore di giustizia italiano
- 10 maggio - Amos Guttman, regista israeliano († 1993)
- 10 maggio - Mike Hagerty, attore statunitense († 2022)
- 10 maggio - Scott McCaughey, cantante e chitarrista statunitense
- 10 maggio - Barrington Pheloung, compositore e direttore d'orchestra australiano († 2019)
- 10 maggio - Mihai Stoichiță, allenatore di calcio e ex calciatore rumeno
- 10 maggio - Anatolij Čukanov, ciclista su strada russo († 2021)
- 11 maggio - Ferdinando Adornato, politico e giornalista italiano
- 11 maggio - Walter Cussigh, pilota motociclistico italiano
- 11 maggio - Mino De Blasio, poeta, scrittore e giornalista italiano († 2010)
- 11 maggio - John Gregory, allenatore di calcio e ex calciatore inglese
- 11 maggio - Judith Weir, compositrice inglese
- 12 maggio - Barry Ackroyd, direttore della fotografia britannico
- 12 maggio - Carmen Blanco, scrittrice spagnola
- 12 maggio - Peter Feyersinger, ex sciatore alpino austriaco
- 12 maggio - Friðrik Þór Friðriksson, regista islandese
- 12 maggio - Ricky Portera, chitarrista italiano
- 12 maggio - Stein Thunberg, ex calciatore norvegese
- 12 maggio - Rafael Yglesias, scrittore e sceneggiatore statunitense
- 13 maggio - Arturo Bonucci, violoncellista italiano († 2002)
- 13 maggio - Claretta Carotenuto, attrice e regista italiana
- 13 maggio - Raffaele Di Risio, ex calciatore italiano
- 13 maggio - Lillete Dubey, attrice indiana
- 13 maggio - Alejandro Encinas Rodríguez, politico messicano
- 13 maggio - Santo Gioffrè, medico, scrittore e politico italiano
- 13 maggio - Il'ja Grubert, violinista sovietico
- 13 maggio - Harri Kampman, allenatore di calcio finlandese
- 13 maggio - Leslie La Penna, doppiatore e direttore del doppiaggio italiano
- 13 maggio - Eugenio Leal, ex calciatore spagnolo
- 13 maggio - Johnny Logan, cantautore irlandese
- 13 maggio - Hideki Maeda, ex calciatore giapponese
- 13 maggio - Simona Mariani, attrice italiana
- 13 maggio - Frédéric Pietruszka, ex schermidore francese
- 13 maggio - Francesco Pigliaru, politico e economista italiano
- 13 maggio - Joseph Salerno, ex calciatore maltese
- 13 maggio - Aleksandar Trifunović, ex calciatore jugoslavo
- 14 maggio - Monique Canto-Sperber, filosofa francese
- 14 maggio - Fulgenzio Ceccon, tecnico del suono italiano
- 14 maggio - Peter Cestonaro, ex calciatore e allenatore di calcio tedesco
- 14 maggio - Clive Chin, produttore discografico giamaicano
- 14 maggio - Nunzio, artista e scultore italiano
- 14 maggio - Gary Palmer, politico statunitense
- 14 maggio - Peter John Ratcliffe, medico britannico
- 14 maggio - Jean-Marie Teno, regista camerunese
- 15 maggio - Dragomir Cioroslan, ex sollevatore rumeno
- 15 maggio - Enrico De Pedis, mafioso italiano († 1990)
- 15 maggio - Öner Kılıç, ex calciatore turco
- 15 maggio - Alessandro Nova, storico dell'arte italiano
- 15 maggio - Gianna Paola Scaffidi, attrice italiana
- 15 maggio - Walter Seiler, ex calciatore svizzero
- 16 maggio - Sasà Capobianco, disc jockey e direttore artistico italiano
- 16 maggio - Dwight Evans, politico statunitense
- 16 maggio - Vicente Gil, ex cestista spagnolo
- 16 maggio - Daniel Goossens, fumettista francese
- 16 maggio - Dag Holmen-Jensen, ex saltatore con gli sci norvegese
- 16 maggio - Joseph Polchinski, fisico statunitense († 2018)
- 16 maggio - Luigi Savina, poliziotto, prefetto e dirigente pubblico italiano
- 16 maggio - Rajiva Wijesinha, scrittore cingalese
- 16 maggio - Dafydd Williams, ex astronauta e medico canadese
- 17 maggio - Rafael Agudelo, ex calciatore colombiano
- 17 maggio - Jean-Marie Bigard, attore e umorista francese
- 17 maggio - Ljubčo Djakov, ex tiratore a segno bulgaro
- 17 maggio - Francesco Frigeri, scenografo italiano
- 17 maggio - Patsy Reddy, avvocata e imprenditrice neozelandese
- 17 maggio - William Mang, attore austriaco
- 17 maggio - Álvaro Muñoz, ex calciatore colombiano
- 17 maggio - Angelo Maria Perrino, giornalista e opinionista italiano
- 17 maggio - Lorenzo Ria, politico italiano
- 17 maggio - David Zippel, paroliere statunitense
- 18 maggio - Ekkehardt Belle, attore, doppiatore e direttore del doppiaggio tedesco († 2022)
- 18 maggio - Jimmy Case, ex calciatore e allenatore di calcio inglese
- 18 maggio - Marcelo Alejandro Cuenca Revuelta, vescovo cattolico argentino
- 18 maggio - Patrick St. Esprit, attore statunitense
- 18 maggio - Michele Galvagno, politico italiano
- 18 maggio - Eric Gerets, ex calciatore e allenatore di calcio belga
- 18 maggio - Han Gyong-si, ex sollevatore nordcoreano
- 18 maggio - Reinhold Heil, compositore e musicista tedesco
- 18 maggio - Pierre Huỳnh Văn Hai, vescovo cattolico vietnamita
- 18 maggio - Roberto Tombolato, calciatore italiano († 2009)
- 18 maggio - Zang Cailing, ex calciatore cinese
- 19 maggio - Ian Britton, allenatore di calcio e calciatore scozzese († 2016)
- 19 maggio - Paul Patrick Chomnycky, vescovo cattolico canadese
- 19 maggio - Butch Feher, ex cestista statunitense
- 19 maggio - Hōchū Ōtsuka, doppiatore giapponese
- 19 maggio - Helena Reichová, ex cestista cecoslovacca
- 19 maggio - Phil Rudd, batterista australiano
- 19 maggio - Jill Schwikert, ex tennista statunitense
- 19 maggio - Joy Schwikert, ex tennista statunitense
- 20 maggio - Esko Aho, politico finlandese
- 20 maggio - Julie Brougham, cavallerizza neozelandese († 2021)
- 20 maggio - Sergio Fumagalli, politico italiano
- 20 maggio - Angelo Giorgianni, ex magistrato e politico italiano
- 20 maggio - Cindy McCain, diplomatica e imprenditrice statunitense
- 20 maggio - Günther Neuberger, ex bobbista tedesco
- 20 maggio - João Batista Nunes de Oliveira, ex calciatore brasiliano
- 20 maggio - David Paterson, politico statunitense
- 20 maggio - Vladimir Smirnov, schermidore sovietico († 1982)
- 20 maggio - Fabrizio Temperini, doppiatore, direttore del doppiaggio e attore italiano
- 20 maggio - Robert Van de Walle, ex judoka belga
- 21 maggio - Dennis Boyd, ex cestista statunitense
- 21 maggio - Gaetano Cappelli, scrittore e germanista italiano
- 21 maggio - Marina Langner, modella e attrice tedesca
- 21 maggio - Steve Litt, ex calciatore inglese
- 21 maggio - Danny Nightingale, ex pentatleta britannico
- 21 maggio - Marc Ribot, chitarrista statunitense
- 21 maggio - Krăstju Semerdžiev, ex sollevatore bulgaro
- 21 maggio - Rik Toonen, ex pallanuotista olandese
- 21 maggio - Rosanna Vergnano, ex cestista italiana
- 22 maggio - Paul Fox, produttore discografico e tastierista statunitense († 2022)
- 22 maggio - Giuseppe Garesio, politico italiano
- 22 maggio - Shūji Nakamura, ingegnere giapponese
- 22 maggio - Emiliana Perina, cantante e attrice italiana
- 22 maggio - Vittorio Viviani, attore italiano
- 23 maggio - Gerry Armstrong, allenatore di calcio e ex calciatore nordirlandese
- 23 maggio - Simone Boldini, allenatore di calcio e ex calciatore italiano
- 23 maggio - Andy Bolton, ex giocatore di football americano statunitense
- 23 maggio - Brunetto Casini, editore e esperantista italiano
- 23 maggio - Guido De Padt, politico belga
- 23 maggio - Bruno Gentili, giornalista e telecronista sportivo italiano
- 23 maggio - Marvin Hagler, pugile e attore statunitense († 2021)
- 23 maggio - Odilio Moro, calciatore e allenatore di calcio italiano († 2017)
- 23 maggio - Paolo Olmi, direttore d'orchestra italiano
- 23 maggio - José Luis Pavoni, allenatore di calcio e ex calciatore argentino
- 23 maggio - Pino Pisicchio, politico, giornalista e saggista italiano
- 23 maggio - David Rodriguez, generale statunitense
- 23 maggio - Massimo Spinosa, bassista e arrangiatore italiano
- 24 maggio - Nassir Al-Ghanim, ex calciatore kuwaitiano
- 24 maggio - Sa'ad Al-Houti, ex calciatore kuwaitiano
- 24 maggio - Bjørn Dahl, dirigente sportivo e ex calciatore norvegese
- 24 maggio - Isidro Díaz González, ex calciatore spagnolo
- 24 maggio - Mitch Kupchak, ex cestista e dirigente sportivo statunitense
- 24 maggio - Doug Lamborn, politico statunitense
- 24 maggio - Dieter Mirnegg, ex calciatore, dirigente sportivo e allenatore di calcio austriaco
- 24 maggio - Gijze Stroboer, ex pallanuotista olandese
- 24 maggio - John J. B. Wilson, pubblicitario statunitense
- 25 maggio - Tantely Andrianarivo, politico malgascio († 2023)
- 25 maggio - John Beck, ex calciatore inglese
- 25 maggio - Gaio Chiocchio, compositore e cantautore italiano († 1996)
- 25 maggio - Ron Coder, giocatore di football americano statunitense
- 25 maggio - Ann Petrén, attrice svedese
- 25 maggio - Lucy Sante, saggista e critica musicale belga
- 25 maggio - Sara Susanna Trimarco, attivista argentina
- 25 maggio - Yann, fumettista francese
- 26 maggio - Baburam Bhattarai, politico nepalese
- 26 maggio - Gabriele Burgio, manager italiano
- 26 maggio - Mickey Devine, attivista britannico († 1981)
- 26 maggio - Marian Gold, cantante tedesco
- 26 maggio - Alan Hollinghurst, romanziere britannico
- 26 maggio - Peter Machado, arcivescovo cattolico indiano
- 26 maggio - Menno Meyjes, regista e sceneggiatore olandese
- 26 maggio - Sauro Pazzaglia, pilota motociclistico italiano († 1981)
- 26 maggio - Danny Rolling, serial killer statunitense († 2006)
- 26 maggio - Carlos Horacio Salinas, ex calciatore argentino
- 26 maggio - Éric Saul, pilota motociclistico francese
- 26 maggio - Wolfgang Sidka, allenatore di calcio e ex calciatore tedesco
- 26 maggio - Andrew Steinmann, biblista e teologo statunitense
- 27 maggio - Konrad Bartelski, giornalista e ex sciatore alpino britannico
- 27 maggio - Fabrizio Calvi, giornalista e saggista francese († 2021)
- 27 maggio - Catherine Carr, ex nuotatrice statunitense
- 27 maggio - Anne Curry, storica inglese
- 27 maggio - Petre Dicu, ex lottatore rumeno
- 27 maggio - Lawrence Krauss, fisico, astronomo e saggista statunitense
- 27 maggio - Jane Musky, scenografa statunitense
- 27 maggio - Robert Redeker, filosofo e scrittore francese
- 27 maggio - Shahrdad Rohani, compositore, direttore d'orchestra e violinista iraniano
- 27 maggio - Dario Silvagni, attore italiano
- 27 maggio - Jaroslav Skála, ex cestista cecoslovacco
- 27 maggio - Jackie Slater, ex giocatore di football americano statunitense
- 28 maggio - Paul-André Durocher, arcivescovo cattolico canadese
- 28 maggio - Jurij Aleksandrovič Egorov, pianista sovietico († 1988)
- 28 maggio - João Carlos de Oliveira, triplista e lunghista brasiliano († 1999)
- 28 maggio - Manlio Zanini, allenatore di calcio e ex calciatore italiano
- 29 maggio - Maurizio Calvesi, direttore della fotografia italiano
- 29 maggio - Gary Lawrence Francione, attivista e filosofo statunitense
- 29 maggio - John Hencken, ex nuotatore statunitense
- 29 maggio - Serhij Holovatyj, giurista, avvocato e politico ucraino
- 29 maggio - Pankaj Kapur, attore indiano
- 29 maggio - Salvatore Magarò, politico italiano
- 29 maggio - Jerry Moran, politico e avvocato statunitense
- 29 maggio - Jacqueline Todten, ex giavellottista tedesca
- 30 maggio - Alan Brennert, scrittore, produttore cinematografico e sceneggiatore statunitense
- 30 maggio - Patrizia Maestri, politica italiana
- 30 maggio - Gabriel Mendes, allenatore di calcio e ex calciatore portoghese
- 30 maggio - Jim Simpson, batterista britannico
- 30 maggio - Marco Tutino, compositore italiano
- 31 maggio - Rostislav Čada, allenatore di hockey su ghiaccio e ex hockeista su ghiaccio ceco
- 31 maggio - Paul Franklin, polistrumentista statunitense
- 31 maggio - Domenico Geraci, sindacalista italiano († 1998)
- 31 maggio - Walter Kusch, ex nuotatore tedesco occidentale
- 31 maggio - Kalpana Lajmi, regista, produttrice cinematografica e scrittrice indiana († 2018)
- 31 maggio - Arne Larsen Økland, dirigente sportivo, allenatore di calcio e ex calciatore norvegese
- 31 maggio - Enzo Malepasso, cantante, compositore e produttore discografico italiano († 2009)
- 31 maggio - Thōmas Mauros, ex calciatore greco
- 31 maggio - Vicki Sue Robinson, attrice e cantante statunitense († 2000)